# Francisco José de Braganza
Francisco José de Braganza (Merano, 7 de septiembre de 1879-Isquia, 15 de junio de 1919) fue un oficial del ejército austrohúngaro, segundo hijo del pretendiente miguelista al trono portugués, Miguel Januario de Braganza, y ahijado del emperador Francisco José I de Austria. Durante su vida, estuvo involucrado en una serie de incidentes, desde escándalos homosexuales hasta extorsión de joyas y dinero que lo vieron obligado a renunciar a sus derechos dinásticos y su sucesión al trono portugués..

## Biografía
Francisco José nació en Merano, en el Imperio Austro-Húngaro, territorio que actualmente pertenece a Italia. Fue el segundo hijo del pretendiente miguelista al trono de Portugal, Miguel Januario de Braganza, y de su primera esposa, la princesa Isabel de Thurn y Taxis. Bautizado con los nombres de: Francisco José Gerardo María Jorge Humberto Antonio Enrique Miguel Rafael Gabriel de Braganza, siendo su padrino, el emperador Francisco José I de Austria.
Su padre era el jefe de la rama no reinante de la Casa Real portuguesa que se exilió del país. El exilio se había producido por una ley de expulsión de Portugal promulgada en 1834 y la constitución de 1838, ambas derivadas de que, en 1828, su abuelo Miguel había usurpado el trono de Portugal a su sobrina, la reina María II. Su abuelo reinó hasta 1834, cuando María II recuperó el trono. Los portugueses que reconocieron al padre de Francisco José como rey legítimo de Portugal, reconocieron a José como infante de Portugal.
Al igual que su padre, Francisco José hizo carrera en el Ejército del Imperio Austro-Húngaro. En octubre de 1900, cuando era teniente de húsares, fue disciplinado por su padrino, el emperador Francisco José, tras haber desafiado a un anciano coronel que le había llamado la atención por contravenir las normas del ejército. Como resultado, fue retirado de los húsares y transferido al regimiento de Dragones, responsable de vigilar las aldeas áridas y empobrecidas en la frontera de Austria con Rusia.

## Escándalo homosexual
En agosto de 1902, Francisco José estaba en Londres para participar en la coronación del rey Eduardo VII del Reino Unido. El 11 de septiembre fue citado a comparecer ante el Juzgado Central de lo Penal, acusado de haber cometido una grave indecencia con un joven de quince años. Un hombre de veinticuatro años y un chico de diecisiete años también fueron acusados de haber conspirado juntos para obtener una comisión por un acto de indecencia grave. Un testigo afirmó que había hecho un agujero en la puerta del dormitorio y que, a través de ese agujero, había visto a Francisco José y al chico de quince años realizando actos sexuales en una casa de Lambeth. Los fiscales anunciaron que no sería justo que el jurado condenara a los acusados sobre la base de las pruebas obtenidas. El jurado finalmente liberó a Francisco José.
Tras ser puesto en libertad, su abogado afirmó que Francisco José había acudido a la referida casa “con la impresión de que era un burdel y que tendría una mujer esperándolo. Era bastante normal en el continente que hombres y muchachos recomendaran y llevarán a los hombres a los burdeles". El otro hombre y los dos niños fueron declarados culpables de su crimen. El hombre fue sentenciado a dos años de prisión y los niños a diez y ocho meses cada uno.
Como resultado del escándalo, Francisco José se vio obligado a abdicar de su cargo como teniente en el 7º de Húsares del Ejército Austro-Húngaro. Los tribunales austriacos redujeron su estatus legal, despojándolo de sus derechos civiles y nombrando a una persona responsable, su cuñado, el príncipe Carlos Luis de Thurn y Taxis, para administrar sus asuntos. Posteriormente, Francisco José también estuvo involucrado en otro escándalo sexual en Austria.

## Extorsión de las Esmeraldas

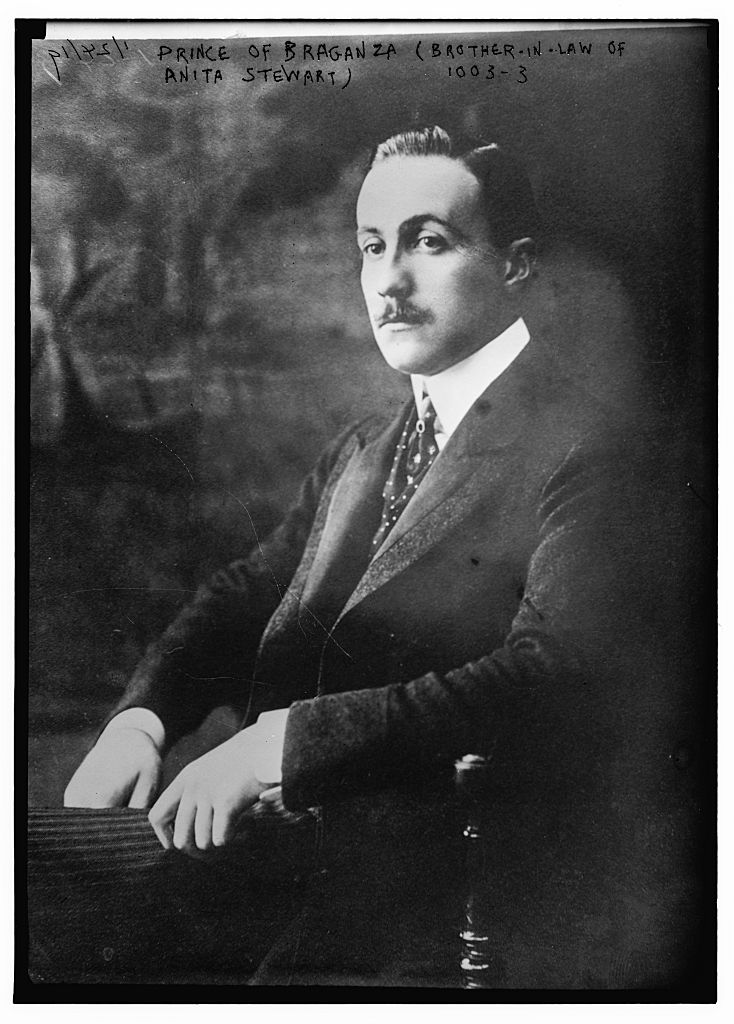
Francisco José de Braganza

En noviembre de 1909, un impostor que se hizo pasar por Frederick Vanderbilt, miembro de la conocida familia Vanderbilt, extorsionó a Francisco José por valor de 325 000 libras esterlinas después de que éste comprara lo que creía que eran valiosas esmeraldas y acciones de una empresa minera inglesa. El impostor, que en realidad se llamaba William Lackerstein Joachim, conoció a Francisco José en París en abril de 1909 y, un mes después, viajó a Viena donde organizó una cena en honor a Francisco José. El impostor logró convencer a Francisco José de sus credenciales como astuto financiero. Como los asuntos de Francisco José habían quedado en manos de su cuñado y éste sólo recibía una mesada, el príncipe vio en esta amistad con un supuesto miembro de una familia millonaria una buena forma de aumentar sus finanzas. En octubre, luego de que Francisco José regresara de un viaje al exterior, recibió varias propuestas de negocios del impostor quien le dijo que recientemente había adquirido una gran cantidad de esmeraldas y que, como Francisco José lo había recibido tan bien en Viena, le permitía compre las esmeraldas a buen precio y luego pudiera venderlas para obtener una buena ganancia.
El acuerdo se retrasó cuando Francisco José no se presentó a un encuentro que ambos habían concertado durante un banquete. Después de que un emisario informara al impostor que el padre de Francisco José, Miguel Januario de Braganza, lo había convocado a su castillo en Seebenstein, el impostor temió haber sido engañado. Sin embargo, al día siguiente recibió una carta de Francisco José en la que le manifestaba su frustración por no poder asistir a la reunión. El impostor y Francisco José se reencontraron en Berlín una semana después para cerrar el trato de las esmeraldas. Sin embargo, durante la demora, el impostor había descubierto una forma de extorsionar aún con más dinero a Francisco José. Estando en Berlín, le presentó a Francisco José a dos presuntos ingenieros de minas. El infante se llevó una buena impresión de los dos, por lo que el impostor logró convencerlo de que pusiera más dinero para adquirir acciones en una empresa minera en la que decía ser el principal accionista. Por las esmeraldas y las acciones, Francisco José pagó un total de 325.000 libras esterlinas, 125.000 libras esterlinas por las esmeraldas y 200.000 libras esterlinas por las acciones.
Dado que tanto las esmeraldas como las acciones no tenían valor, Francisco José decidió demandar al individuo a través de la embajada de Austria en Londres. Se recuperó la mayor parte del dinero.

## Líder monárquico
En 1911-1912, Francisco José participó en las revueltas monárquicas en el norte de Portugal, encabezadas por Henrique Mitchell de Paiva Couceiro, en un intento fallido de derrocar a la Primera República Portuguesa. Después de que su padre y su hermano mayor renunciaran a sus pretendidos derechos de sucesión al trono portugués para unir el apoyo monárquico al rey depuesto, Manuel II, Francisco José fue aclamado como el nuevo líder de la causa monárquica por varios monárquicos y considerado el rival del rey depuesto, en caso de que se restablezca la monarquía.

## Muerte
Durante la Primera Guerra Mundial, Francisco José luchó en el ejército del Imperio Austro-Húngaro y fue hecho prisionero. Fue arrestado en la isla de Ischia, cerca de Nápoles, donde murió de insuficiencia cardíaca.